# Magdeleine Boucherit Le Faure
Pour les articles homonymes, voir Boucherit et Le Faure.
Magdeleine Boucherit Le Faure, née le 13 mai 1879 à Morlaix et morte le 14 octobre 1960 à Clichy, est une pianiste et compositrice française. 

## Biographie
Madeleine Thérèse Marie Boucherit est née le 13 mai 1879 à Morlaix,.
Professeur au Conservatoire de Paris, elle écrit des morceaux de piano, spécialement pour les enfants et donne des cours d'orchestre à de jeunes élèves et dirige elle-même l'orchestre de chambre les petits concerts Mozart qu'elle a fondé.
Issue d'une famille de mélomanes, sœur du violoniste Jules Boucherit, elle s'était mariée le 2 janvier 1906 à Asnières-sur-Seine avec l'écrivain Georges Le Faure,.
Magdeleine Boucherit Le Faure meurt le 14 octobre 1960 à Clichy,.

## Œuvres
- Neuf recueils de dix pièces pour piano édités chez Bourlant Ladam en 1907[1] :
  1. La Chanson de Kate
  2. Joyeuse aubade
  3. La Danse des pantins
  4. La Revue de minuit
  5. Le Petit conscrit
  6. Comme au vieux temps
  7. Les Funérailles de Margaret
  8. Cloches et cornemuses
  9. Les Moulins jolis
- Barcarolle pour piano, Bourlant Adam, 1908[1] ;
- Caractères, 24 pièces pour piano, Lemoine, 1931[1] ;
- Les Enfants, divertissement chorégraphique tiré des Caractères, texte de G. Le Faure, illustrations de Ch. Gir, partition pour piano, Lemoine, 1932[1] ;
- Impressions, suite pour violon, alto et violoncelle, Salabert, 1933[1] ;
- Légende pour violon et alto, Salabert, 1933[1] ;
- Lamento, paroles de G. Le Faure, pour quatuor à cordes, voix de femme et piano, Salabert, 1933[1] ;
- Mikou et son ours, quatre amusements pour piano, Lemoine, 1934[1] ;
- La journée de Goudou l'ours, pour violon et piano, Billaudot[1] ;
- La journée de Suzy, Histoire d’une poupée, dix morceaux faciles pour piano, spécialement écrits pour les enfants par Magdeleine Boucherit Le Faure, illustrée par R. de la Nézière, texte de G. Le Faure.